# Бойе, Генрих
Генрих Бойе (нем. Heinrich Boie; 4 мая 1794, Мельдорф — 4 сентября 1827, Богор) — немецкий зоолог.

## Биография
Генрих Бойе, сын писателя Генриха Христиана Бойе (1744—1806), начинал изучать юриспруденцию в Киле и Гёттингене. Воодушевлённый лекциями Иоганн-Фридриха Блуменбаха в Гёттингене, а позднее Фридриха Тидемана в Гейдельберге он переключился на биологию. В 1821 году его пригласил Конрад-Якоб Темминк, хранитель музея естествознания в Лейдене.
Вскоре после своего вступления в должность Бойе начал писать «Герпетологию Явы», опираясь при этом на экземпляры из коллекции Карла Райнвардта (1773—1854), Генриха Куля (1797—1821) и Иоганн-Конрада ван Гассельта (1797—1823), все члены комиссии естествознания Голландской Ост-Индии.
После смерти Куля Бойе был избран заменить его на Яве. Там он умер от болезни. Он уже закончил свою «Герпетологию» перед своим отъездом, однако не опубликовал. Она была опубликована в 1826 году его последователем Германом Шлегелем в виде выдержки. Кроме того, Шлегель опубликовал письма Бойе, в которых он описал новые виды. Брат Генриха Фридрих Бойе позаботился также о том, чтобы после его смерти появилось несколько статей.

## Таксоны
Генрих Бойе описал следующие виды:
- Японский уж (Hebius vibakari) (Boie, 1826)
- Песчаные змеи (Psammophis) (Boie in Fitzinger, 1826)
- Кабан бородавчатый (Sus scrofa vittatus) (Boie, 1828)